# クリモヴァの財宝

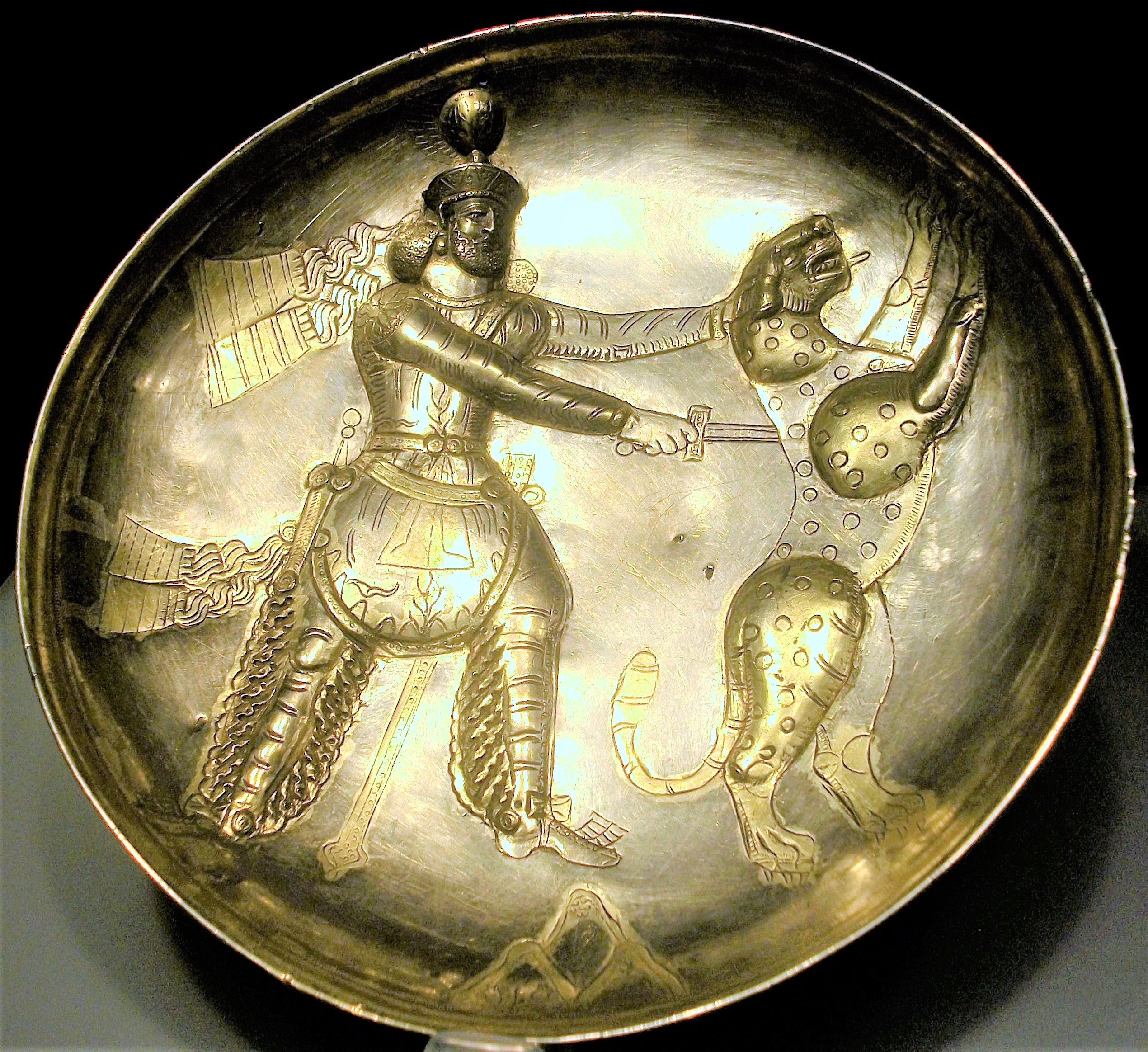
ヒョウを射殺する皇帝（シャープール3世と推定されている）が描かれているクリモヴァの皿。エルミタージュ美術館所蔵

クリモヴァの財宝（クリモヴァのざいほう、英:Klimova Treasure）またはクリモワの財宝は、初期ビザンツ帝国（東ローマ帝国）およびサーサーン朝の銀製品から成る宝物群であり、1907年にロシア帝国ペルミ県（現在のロシア連邦ペルミ地方）のクリモヴァ村付近で発見されたものである。
この財宝は、同地域で発見されたビザンツ帝国およびサーサーン朝の銀器の複数の埋蔵品の一つであり、これらは総称してペルミの財宝と呼ばれている。

## 詳細
クリモヴァの財宝に含まれるビザンツ帝国の品々の中には、ヤギ飼いの姿が描かれた皿があり、これはユスティニアヌス1世の銀器刻印が確認されている。また、7世紀の十字架装飾が施された皿が2点含まれている。
サーサーン朝の品々には、シャープール3世と推定される王がヒョウを討つ場面を描いた皿や、木の下にいる雌トラが描かれた皿などが含まれる。
このほかにも、8世紀または9世紀のイランの皿や、マー・ワラー・アンナフルに由来する品なども、クリモヴァの財宝に関連する作品として知られている。バケツ状の器も発見されている。
現在、クリモヴァの財宝はサンクトペテルブルクのエルミタージュ美術館に所蔵されている。